# Skórówka kulistozarodnikowa

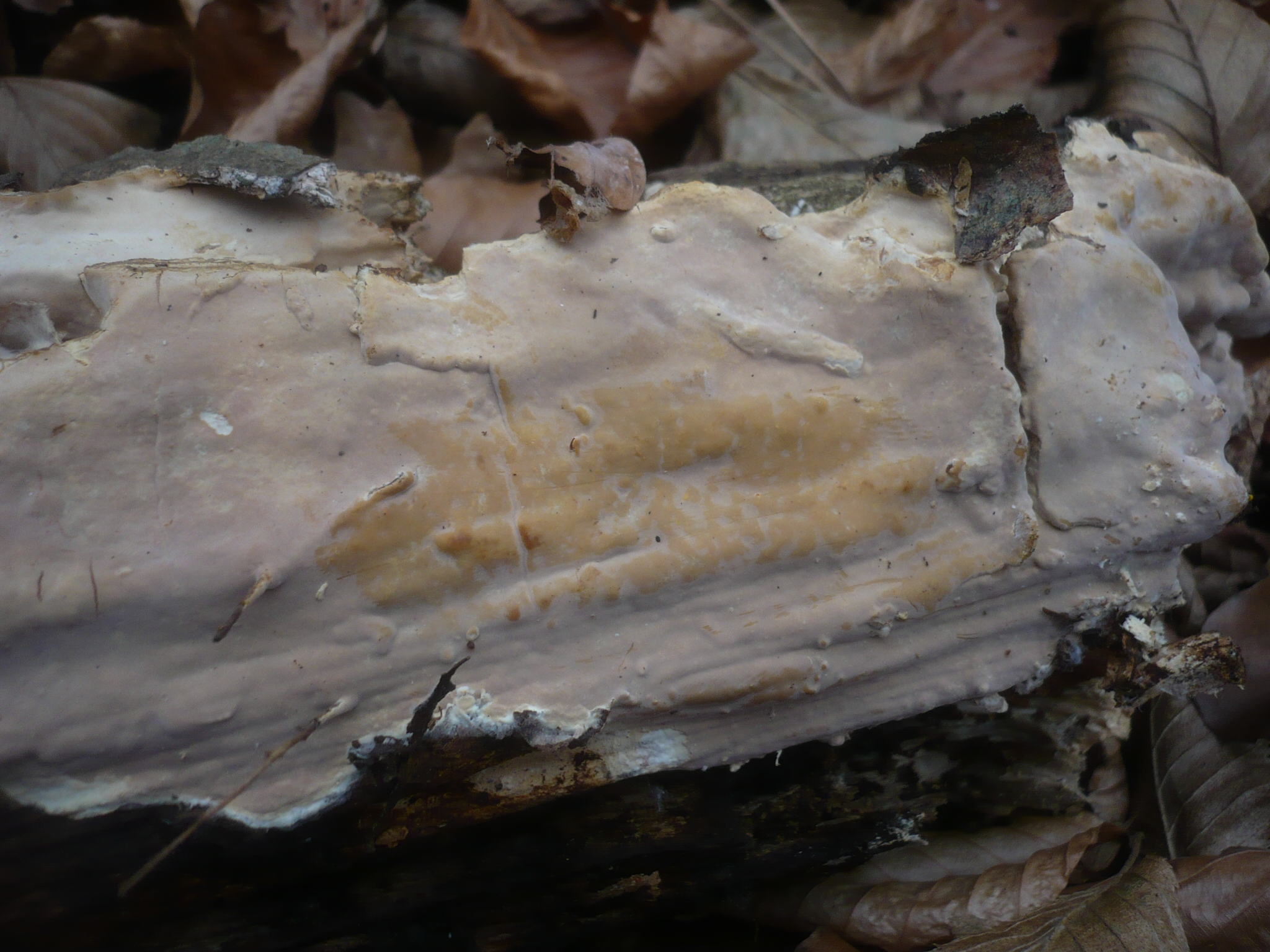

Skórówka kulistozarodnikowa (Scytinostroma portentosum (Berk. & M.A. Curtis) Donk) – gatunek grzybów z rodziny powłocznicowatych (Peniophoraceae).

## Systematyka i nazewnictwo
Pozycja w klasyfikacji według Index Fungorum: Scytinostroma, Peniophoraceae, Russulales, Incertae sedis, Agaricomycetes, Agaricomycotina, Basidiomycota, Fungi.
Po raz pierwszy gatunek ten opisali w 1873 r. Miles Joseph Berkeley i Moses Ashley Curtis jako Corticium portentosum. Obecną nazwę nadał mu Marinus Anton Donk w 1956 r.
Niektóre synonimy nazwy naukowej:

- Corticium aluta Bres. 1908
- Corticium diminuens Berk. & M.A. Curtis 1873
- Corticium grammicum Henn. 1905
- Corticium penetrans Cooke & Massee 1891
- Corticium portentosum Berk. & M.A. Curtis 1873
- Crystallocystidium portentosum (Berk. & M.A. Curtis) Rick 1940
- Stereum portentosum (Berk. & M.A. Curtis) Höhn. & Litsch. 1907
- Terana diminuens (Berk. & M.A. Curtis) Kuntze 1891
- Terana portentosa (Berk. & M.A. Curtis) Kuntze 1891
- Vararia portentosa (Berk. & M.A. Curtis) G. Cunn. 1953[2].

Polską nazwę nadał Władysław Wojewoda w 2003 r. W jego opracowaniu Scytinostroma hemidichophyticum jest uważana za synonim S. portentosum. Jednak według Index Fungorum są to odrębne gatunki.

## Morfologia
Owocnik
Rozpostarty, cienki, ściśle przylegający do podłoża. Może osiągnąć długość wielu metrów. Powierzchnia gładka lub szorstka, barwy od kremowej do szarobrązowej lub czerwonobrązowej. Miąższ barwy brązowej. Owocnik wydziela silny zapach naftaliny.
Cechy mikroskopowe
Zarodniki kuliste z porami rostkowymi, gładkie, o rozmiarach 5–6 μm.

## Występowanie i siedlisko
Skórówka kulistozarodnikowa występuje na wszystkich kontynentach poza Antarktydą, ale jest rzadka. W Polsce do 2003 r. podano tylko jedno stanowisko. Rozmieszczenie i częstość występowania tego gatunku nie są znane, nie znajduje się jednak na liście gatunków zagrożonych. Znajduje się na listach gatunków zagrożonych w Danii, Niemczech i Anglii. Aktualne stanowiska tego gatunku w Polsce podaje internetowy atlas grzybów. Jest jednak problem; według grupy polskich mykologów w Polsce za S. portentosum błędnie brany był S. hemidichophyticum.
Saprotrof, grzyb nadrzewny. Rozwija się na martwym drewnie drzew liściastych przez cały rok.